# Inmigración noruega en México
La comunidad noruega en México tiene entre sus miembros a escritores, empresarios, comerciantes, actores y actrices. Se han establecido principalmente en las ciudades como Monterrey, Ciudad de México, el puerto de Veracruz, Coatzacoalcos, Minatitlán, Puebla, Toluca, Acapulco y Querétaro. De acuerdo con el censo 2020 del INEGI hay 203 ciudadanos noruegos residiendo en México.
El empresariado noruego está interesado sobre todo en el potencial petrolero de México, razones por las cuales mantiene una relación amistosa que recientemente ha atraído a muchos noruegos del sector industrial como residentes. El turismo, el clima, la cultura y las actividades forestales también ha atraído la atención de los noruegos que han decidido residir en el país y de los cuales algunos ya han decidido permanecer de manera permanente.
En la Ciudad de México, Jalisco y Querétaro residen la mayor concentración noruega en México, otros han preferido establecerse en zonas playa o pueblos pequeños de gran encanto paisajistíco, así como comercios para el turismo. La inmigración noruega no es numerosa como en otros países norteamericanos, pero en años reciente ha aumentado la emigración hacia México, donde el principal atractivo es la búsqueda de la inversión y el establecimiento de inversiones en el país.
En Valle de Bravo existe una pequeña comunidad noruega, los noruegos de este poblado han decidido establecerse aquí porque la población tiene agua en abundancia y muchas zonas boscosas, lo cual les recuerda a su país natal, ellos son artesanos, empresarios e investigadores; En Valle de Bravo se pueden encontrar comercios noruegos.

## Relaciones diplomáticas de Noruega en México
La real embajada de Noruega en México no solo se encarga de proteger a los ciudadanos noruegos que residen en el país de manera temporal o difinitiva; también, a través de varias organizaciones civiles se ha solidarizado con programas de índole social y altruista.
- Embajada de Noruega en México, Ciudad de México.
- Consulado honorario en Acapulco, Guerrero.
- Consulado honorario en Cancún, Quintana Roo.
- Consulado honorario en Coatzacoalcos, Veracruz.
- Consulado honorario en Guadalajara, Jalisco.
- Consulado honorario en Monterrey, Nuevo León.
- Consulado honorario en Tijuana, Baja California.
- Consulado honorario en Veracruz, Veracruz.

## Noruegos residentes en México
- Eva Norvind, actriz y vedette
- Rina Kelly, actriz y cantante

## Mexicanos de ascendencia Noruega
- Naian González Norvind, actriz
- Nailea Norvind, actriz
- Tessa Ía, actriz

## Flujos Migratorios
| 1990 | 100 |
| 2000 | 200 |
| 2010 | 240 |
| 2012 | 203 |

Fuente: Estadísticas históricas de México 2009